# Paul Mann (dyrygent)
Paul Mann (ur. w 1965 w Tyneside w północnej Anglii) – jeden z najbardziej utalentowanych brytyjskich dyrygentów młodego pokolenia.
Kształcił się w szkole muzycznej Chetham w Manchesterze i studiował fortepian na uniwersytecie York.
Po ukończeniu studiów otrzymał posady w Northern Ballet i w Royal Northern College of Music.
W roku 1998 wygrał konkurs Donatella Flick Conducting Competition. Nagroda otworzyła przed nim drzwi największych orkiestr w Anglii, USA, Europie, Japonii, Australii i Ameryce Południowej.
W roku 2005 dołączył jako główny dyrygent do Odense Symphony Orchestra. Poza tym angażuje się w działalność London Symphony Orchestra, Halle Orchestra, Royal Philharmonic Orchestra, Orchestra Internazionale d'Italia, New Japan Philharmonic, Norwegian Opera, Norwegian Radio Symphony Orchestra, Fresno Philharmonic, Birmingham Symphony Orchestra i wielu innych. Często gościnnie dyryguje z New York City Ballet.
Nagrywał z English Chamber Orchestra i London Symphony Orchestra dla Decca i Warner Classics.
Kilkakrotnie brał udział w koncertach zespołu Deep Purple.